# Jean II de Mecklembourg-Stargard
Jean II de Mecklembourg-Stargard, (en allemand Johann II von Mecklenburg-Stargard), né vers 1370, décédé le 6 juillet 1416.
Il fut duc de Mecklembourg (Jean V) de 1392 à 1393 à 1416, prince de Mecklembourg-Stargard de 1408 à 1417.

## Famille
Fils de Jean Ier de Mecklembourg-Stargard (Jean IV) et de Anne de Hosltein.

### Mariage et descendance
En 1388, Jean II de Mecklembourg-Stargard épousa Catherine (†1422), fille de Olgierd, le grand-duc de Lituanie.
Trois enfants sont nés de cette union :
- Jean III de Mecklembourg-Stargard, duc de Mecklembourg-Stargard

- Anne de Mecklembourg-Stargard (1390-1467), elle entra dans les ordres er fut abbesse au monastère de Ribnitz

- Agnès de Mecklembourg-Stargard (†1467), elle épousa le duc Otto II de Poméranie (†1428)

## Biographie
Jean II de Mecklembourg-Stargard naquit vers 1370. Il régna conjointement avec son frère Ulrich Ier de Mecklembourg-Stargard sur le duché de Mecklembourg. En 1408, d'un commun accord ils se partagèrent les possessions mecklembourgeoises, Jean II se vit attribuer Sternberg, Friedland, Fürstenberg et Lychen.
Il fut inhumé à Sternberg, lieu où il est probablement décédé.

## Généalogie
De la lignée de Mecklembourg-Stargard, Jean II de Mecklembourg-Stargard appartient à la première branche de la Maison de Mecklembourg, cette lignée s'éteignit en 1471 à la mort du prince Ulrich II de Mecklembourg-Stargard.